# 佐見歌舞伎
佐見歌舞伎（さみかぶき）とは、岐阜県加茂郡白川町で行われる素人歌舞伎である。

## 佐見の芝居小屋
- 江戸期から庶民の娯楽として歌舞伎に対する関心は高く、昭和10年代には盛んに上演された[1]。
- 佐見地区には、戦前には4つの芝居小屋があり、回り舞台、花道などを備えている芝居小屋もあった。「小松座（成山）」「相生座（久田島）」「鍬山座（大寺）」「有吉座（吉田）」の4つである。
- 戦前の舞台は、すべて戦後には台風被害などで消失。1953年（昭和28年）の公演を最後に佐見歌舞伎自体は一度幕を閉じている。

## 復活後の沿革
- 1991年（平成3年）：第一回　37年ぶりに復活。佐見中学校体育館にて公演。
- 1992年（平成4年）：第二回公演
- 1993年（平成5年）：第三回公演
- 1995年（平成7年）：第四回公演
- 1998年（平成10年）：第五回公演（地域伝統芸能全国フェスティバル出演）[2]
- 2007年（平成19年）：第六回8年ぶりに公演。
- 2009年（平成21年）：第七回公演
- 2011年（平成23年）：第八回東日本大震災復興祈念公演
- 2012年（平成24年）：宮城県南三陸町さんさん商店街にて「寿式三番叟」上演
- 2012年（平成24年）：可児市アーラにて 飛騨美濃歌舞伎大会inかに「神霊矢口の渡し」上演
- 2012年（平成24年）：下呂市金山町の金山市民会館にて「寿式三番叟」上演
- 2013年（平成25年）：第九回公演　佐見中学校創立65周年記念公演
- 2013年（平成25年）：岐阜市内病院にて　慰問公演「寿式三番叟」上演
- 2015年（平成27年）：下呂市門和佐の白雲座にて　飛騨美濃歌舞伎大会inげろ「寿式三番叟」上演
- 2015年（平成27年）：第十回公演　第十回記念公演
- 2016年（平成28年）：イタリア ピストイア市にて「寿式三番叟」上演
- 2017年（平成29年）：第十一回公演
- 2017年（平成29年）：マレーシアにて「寿式三番叟」
- 2019年（令和元年）：第十二回公演　天皇陛下御即位
- 2019年（令和元年）：白川町東座にて「一条大蔵譚」
- 2020年（令和2年）：清流の国ぎふ2020地歌舞伎勢揃い公演「戎詣恋釣針 釣女」上演
- 2024年（令和6年）：第十三回公演

振り付け指導は市川福升。
常設舞台が無いため、開催の都度特設舞台を作らなければならず毎年の開催は困難な状況であったが、2024年3月に旧佐見小学校（白川町上佐見487番地）の体育館を常設舞台に改装した。

## 公演場所
- 旧白川町立佐見中学校体育館

## 交通
- 高山本線下油井駅より佐見地区予約制バス「いこカー」